# Stazione di Brancaleone
Stazione di Brancaleone vasútállomás Olaszországban, Calabria régióban, Brancaleone településen.

## Vasútvonalak
Az állomást az alábbi vasútvonalak érintik:
- Jonica-vasútvonal

## Kapcsolódó állomások
A vasútállomáshoz az alábbi állomások vannak a legközelebb:
- Stazione di Ferruzzano
- Stazione di Palizzi
- Capo Spartivento railway station